# قرار (الاتحاد الأوروبي)
في قانون الاتحاد الأوروبي، القرار هو صك قانوني ملزم للأفراد الذين يتم توجيه القرار إليهم. هو واحد من ثلاثة أنواع من الصكوك القانونية التي قد يتم تنفيذها بموجب قانون الاتحاد الأوروبي والتي يمكن أن يكون لها آثار ملزمة قانونًا على الأفراد. يمكن توجيه القرارات إلى الدول الأعضاء أو الأفراد. يمكن لمجلس الاتحاد الأوروبي تفويض سلطة اتخاذ القرارات إلى المفوضية الأوروبية.
يختلف الإجراء التشريعي لاعتماد القرار باختلاف موضوعه. يتطلب الإجراء التشريعي العادي (المعروف سابقًا باسم إجراء القرار المشترك) الموافقة والسماح بالتعديلات من قبل كل من البرلمان الأوروبي ومجلس الاتحاد الأوروبي. تتطلب إجراءات الموافقة موافقة كل من البرلمان والمجلس، لكن البرلمان يمكنه فقط الموافقة أو عدم الموافقة على النص ككل ولا يمكنه اقتراح تعديلات. تتطلب إجراءات التشاور موافقة المجلس وحده، ويتم فقط استشارة البرلمان حول النص. في بعض المجالات، مثل سياسة المنافسة، قد تصدر اللجنة نفسها قرارات.
تتضمن الاستخدامات الشائعة للقرارات حكم المفوضية بشأن عمليات الدمج المقترحة، والمسائل الزراعية اليومية (مثل تحديد الأسعار القياسية للخضروات).
على أساس السوابق القضائية، قد يكون للقرارات أثر مباشر، أي أنه يجوز للأفراد الاحتجاج بها أمام المحاكم الوطنية.
سيكون للأفراد أو «التعهدات» التي تم التطرق إليها في القرار «حق الاستعداد» للطعن في القرار، ولكن يجب عليهم القيام بذلك في غضون 6 أسابيع.